# Пујезе (Кјети)
Пујезе (итал. Pujese) је насеље у Италији у округу Кјети, региону Абруцо.
Према процени из 2011. у насељу је живело 220 становника. Насеље се налази на надморској висини од 19 м.